# Meher Afroz Shaon

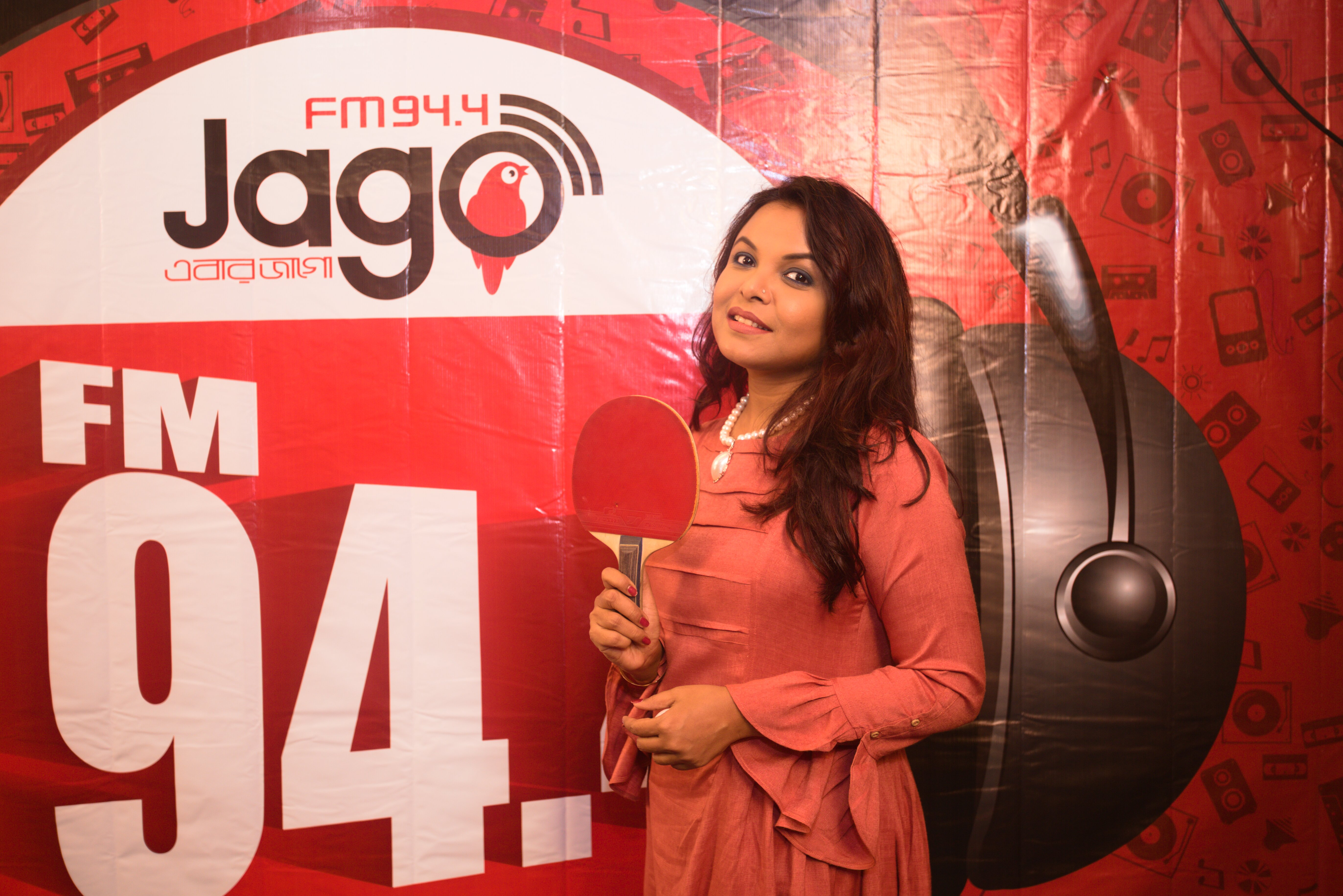
Meher Afroz Shaon 2018 bei Jago FM

Meher Afroz Shaon (bengalisch মেহের আফরোজ শাওন Meher Āpharoj Śāon; geboren am 12. Oktober 1981) ist eine bangladeschische Filmschauspielerin, Regisseurin und Sängerin.

## Leben
Meher Afroz Shaon stand bereits als Kind vor der Kamera und hatte 1989 ihren ersten Erfolg mit dem Fernsehdrama Shadhinota Amar Shadhinota. 1991 trat sie in dem Dokumentarfilm Jononi von Humayun Ahmed auf. Auch als Regisseurin war sie zunächst für das Fernsehen tätig, bevor sie auch bei einem Kinofilm, Krishnopokkho, die Regie übernahm. Das Singen bezeichnet sie nicht als Teil ihrer professionellen Tätigkeit, sondern als ihre Leidenschaft.
Sie war mit dem Schriftsteller und Filmemacher Humayun Ahmed (1948–2012) verheiratet.

## Auszeichnungen
- 2016: National Film Award als beste Sängerin[2]

## Filme
- 2016: Krishnopokkho, Regie und Drehbuch
- 2008: Amar Ache Jol als Nishad
- 2004: Shyamol Chhaya als Ashalata
- 2003: Chandrokotha als Chandra
- 2001: Dui Duari als Toru
- 2000: Srabon Megher Din als Kusum

### Fernsehen
- 1999 Somudro Bilash Private Limited, Fernsehfilm als Mitu und Aaj Robibar, siebenteilige Serie als Titli
- 1989 Shadhinota Amar Shadhinota